# Weirdsister College
Weirdsister College (Nederlands: Pleegzuster College) is een Britse televisieserie, geregisseerd door Stefan Pleszczynski en Alex Kirby die uitgezonden werd van 2001 tot 2002. De serie is de sequel op The Worst Witch uit 1998, gebaseerd op de gelijknamige kinderboekenserie The Worst Witch, geschreven en geïllustreerd door de Britse schrijfster Jill Murphy.

## Verhaal
Merel Hobbel is inmiddels afgestudeerd van de Kakelacademie en door haar bijzondere gave, tekeningen tot leven wekken, is ze toegelaten tot de Heksenhogeschool. Daar ziet ze echter een persoon terug die ze liever niet meer had teruggezien: Edith Huigel. En alsof dat nog niet genoeg is, moet ze een kamer met haar delen. Gelukkig maakt ze al snel nieuwe vrienden, waaronder Tess Kraaienveer (Cas Crowfeather). Pleegzuster College is geen school voor meisjes, zoals de Kakelacademie wel was, maar een gemengde toverschool. Daar ontmoet ze Nick Hops (Nick Hobbes). Hij lijkt een zwak voor haar te hebben, maar raakt toch het best bevriend met Edith. Een ander verschil met de Kakelacademie is dat de leerlingen mogen uitgaan. Het liefst gaan ze naar Misère (Misery's), waar Merel een bijbaantje heeft. De zoon van de eigenares, Ben Stemson, is tevens Merels vriendje, maar helemaal probleemloos verloopt de relatie niet. Wat verder opvalt, is dat Merel haar twee lange dikke vlechten de eerste aflevering vervangt voor een kort kapsel. Ook Edith is erg veranderd.

## Rolverdeling
| Personage in Engels           | Personage in Nederlands | Acteur/actrice       | Nederlandse stemmen  |
| ----------------------------- | ----------------------- | -------------------- | -------------------- |
| Mildred Hubble                | Merel Hobbel            | Georgina Sherrington | Nicoline van Doorn   |
| Ethel Hallow                  | Edith Huigel            | Felicity Jones       | Lottie Hellingman    |
| Cas Crowfeather               | Tess Kraaienveer        | Abeile Gelinas       | Chantal van de Steeg |
| Nick Hobbes                   | Nick Hops               | Bobby Barry          | Pim Veth             |
| Tim Wraithewright             | Tim Schoonschim         | Kent Riley           | Willem Rebergen      |
| Azmat Madari                  | Azmat Madari            | Sasha Dhawan         | Pepijn Gunneweg      |
| Ben Stemson                   | Ben Stemson             | Christian Coulson    | Ernst Dekkers        |
| Alicia Thunderblast           | Alicia Donderbus        | Charmian May         | Beatrijs Sluijter    |
| Prof. Andy Starfinder         | Prof. Eddie Sterzoeker  | Eric Loren           | Edward Reekers       |
| Prof. Johnathan Shakeshaft    | Prof. Jonathan Beefman  | John Rogan           | Wim van Rooy         |
| Veronica DewDrop (The Beetle) | Douwdrop (Boktor)       | Jenny Galloway       | Marjolein Algera     |
| Prof. Jenny Wendle            | Prof. Jennie Wentel     | Jaye Griffiths       | Lasca ten Kate       |
| Deirdre Swoop                 | Sylvia Slang            | Stephanie Lane       | Annick Boer          |

## Afleveringen
| Aflevering (seizoen)                      | Nederlandse titel            | Engelse titel         |
| ----------------------------------------- | ---------------------------- | --------------------- |
|                                           |                              |                       |
| Weirdsister College (Pleegzuster College) |                              |                       |
|                                           |                              |                       |
| 1                                         | Het alziend oog              | The All-Seeing Eye    |
|                                           |                              |                       |
| 2                                         | Nooit op vrijdag             | Never On Friday       |
|                                           |                              |                       |
| 3                                         | De waterspuwer               | The Gargaoyle         |
|                                           |                              |                       |
| 4                                         | Het einde van de Misère      | The End Of Misery's   |
|                                           |                              |                       |
| 5                                         | Al die jazz                  | All That Jazz         |
|                                           |                              |                       |
| 6                                         | De dromenvanger              | Dreamcatcher          |
|                                           |                              |                       |
| 7                                         | Dokter Foster, neem ik aan ? | Dr. Foster, I Presume |
|                                           |                              |                       |
| 8                                         | Het zevende zintuig          | The Seventh Sense     |
|                                           |                              |                       |
| 9                                         | De gouden ketel              | The Golden Cauldron   |
|                                           |                              |                       |
| 10                                        | Goeie vrienden               | Good Friends          |
|                                           |                              |                       |
| 11                                        | Terug in de tijd             | Shaky Foundations     |
|                                           |                              |                       |
| 12                                        | De fluisteraar               | The Whisperer         |
|                                           |                              |                       |
| 13                                        | De poort der krachten        | The Gate Of Power     |